# Buslijn 22 (Haaglanden)
Buslijn 22 van HTM is een buslijn in de regio Haaglanden, in de Nederlandse provincie Zuid-Holland en was een streekbuslijn in Zoetermeer.

## Route en dienstregeling
De lijn verbindt Duindorp via  het Kurhaus in Scheveningen, door de wijk Belgisch Park, langs Madurodam, de Javastraat, door het Centrum van Den Haag, het Centraal Station, langs station Hollands Spoor, door de Haagse wijken Laakhavens, Spoorwijk, in Rijswijk via Rijswijk Station, Bogaard stadscentrum en Steenvoorde naar het eindpunt De Schilp.
Buslijn 22 rijdt overdag iedere 15 minuten en 's avonds na 20.00 uur en in de vroege ochtend van het weekend iedere 30 minuten. Tussen Station Rijswijk en Rijswijk de Schilp rijdt buslijn 22 de gehele dag iedere 30 minuten en tijdens de ochtendspits en de gehele middag op maandag t/m vrijdag iedere 15 minuten.

## Geschiedenis
Lijn 22 is de voortzetting van buslijn K die sinds 1937 een verbinding onderhield tussen het Scheveningense Harstenhoekplein en het Station Hollands Spoor grofweg via Bankaplein, Plein 1813 en het Haagse centrum. Vanaf 21 mei 1940 reed lijn K niet vanwege brandstofgebrek in de Tweede Wereldoorlog en pas op 11 maart 1946 werd zij weer op dezelfde route in dienst gesteld. Op 31 oktober 1955 werd lijn K in 22 omgenummerd. Op die datum kregen alle HTM-buslijnen nummers.
In 1965, bij de invoering van het Plan Lehner, werd lijn 22 met lijn 27 gecombineerd en ontstond een rechtstreekse verbinding tussen Moerwijk en Scheveningen. In 1970 werd het deel Moerwijk – Centrum overgenomen door streekvervoerder Westnederland vanwege een sterk afgenomen passagiersaanbod en verloor Moerwijk zijn rechtstreekse verbinding met Scheveningen. In 1974 kreeg Moerwijk weer een rechtstreekse verbinding met Scheveningen krijgen met de aanleg van de nieuwe tramlijn over de Melis Stokelaan die de verbinding met Scheveningen voor dit deel van Moerwijk zou gaan verzorgen (lijn 9).
In 1983 werd lijn 22 de andere kant op gedirigeerd en ging via het Centraal Station naar Voorburg Damsigt rijden als vervanger van de Voorburgse tak van de opgeheven lijn 26. In 1992 wordt de lijn doorgetrokken naar het Leidschendamse winkelcentrum Leidsenhage. Niet alle diensten rijden deze ‘lange route’; om en om is het Centraal Station eindpunt en in de avonduren steeds.
Vanaf 11 december 2005 voerde Connexxion de busdiensten uit tussen Centraal Station, Voorburg en Leidschendam. De tak van lijn 22 naar Leidsenhage verviel en de lijn werd gekoppeld  aan de opgeheven bus 5 waarbij er een U-vormige lijn 22 Scheveningen – Centrum – Centraal Station – Duinzigt (via Koningskade) ontstond. Sinds 12 december 2011 werden van bus 22 en 23 de eindpunten Duindorp en Scheveningen Noorderstrand omgewisseld. Doordat de minder frequent rijdende lijn 22 het langere uiteinde van lijn 23 verving kon men personeel en materieel uitsparen. Dit vanaf de halte Harstenhoekplein tot de eindpunten.
Op 9 december 2012 reed lijn 22 met een nieuwe frequentie. Het begin- en eindpunt Theo Mann Bouwmeesterlaan werd weer in de avond bediend. Tevens werd het concessiebedrijf van HTM overgegaan naar HTMbuzz. Op 2 september 2013 nam lijn 22 de route over van lijn 29. Dat betekende dat lijn 22 in de spits ook reed tussen Centraal Station en Oude Waalsdorperweg. Op 13 december 2015 werd de halte Buitenhof opgeheven voor lijn 22.
Op 9 december 2018 nam lijn 22 de route over van lijn 18 tussen Centraal Station en Rijswijk De Schilp. Buslijn 18 werd per 9 december opgeheven. De route tussen Duinzigt en Centraal Station werd overgenomen door de nieuwe lijn 20. De extra spitsritten tussen Oude Waalsdorperweg en Centraal Station werd overgenomen door de nieuwe lijn 29, die voor de vierde keer hier ging rijden.
Op 15 december 2019 ging de nieuwe busconcessie "Haaglanden Stad" in voor de periode 2019 - 2034. Daarnaast werd het vervoersbedrijf HTMbuzz na zeven jaar weer veranderd naar HTM.
Op 6 mei 2024 werd de halte Prins Willemstraat definitief opgeheven.

### Zoetermeer
In 1998 en 1999 reden lijn 22 & 23 tussen station Centrum-west en Rokkeveen. Lijn 18 & 19 reden daar ook al, maar 22 & 23 volgden elk in één richting een 'ring-route' vooral buitenom de woonwijken, terwijl 18 & 19 een 'binnenring' reden. Daarnaast kwamen 22 & 23 ook door Lansinghage en vervingen daar spitslijnen 12 & 14. Lijn 18, 19, 22 en 23 reden via station Zoetermeer en Zoetermeer-oost. In 2000 werden alle vier de lijnen opgeheven. Delen van de routes door Rokkeveen werden overgenomen door lijn 71 & 72, terwijl Lansinghage met lijn 74 weer een spitslijn kreeg langs de route van de voormalige spitslijn 14.